# Escoussens
Escoussens é uma comuna francesa na região administrativa da Occitânia, no departamento de Tarn. Estende-se por uma área de 23.62 km², e possui 608 habitantes, segundo o censo de 2018, com uma densidade de 26 hab/km².